# Maison de François Viète

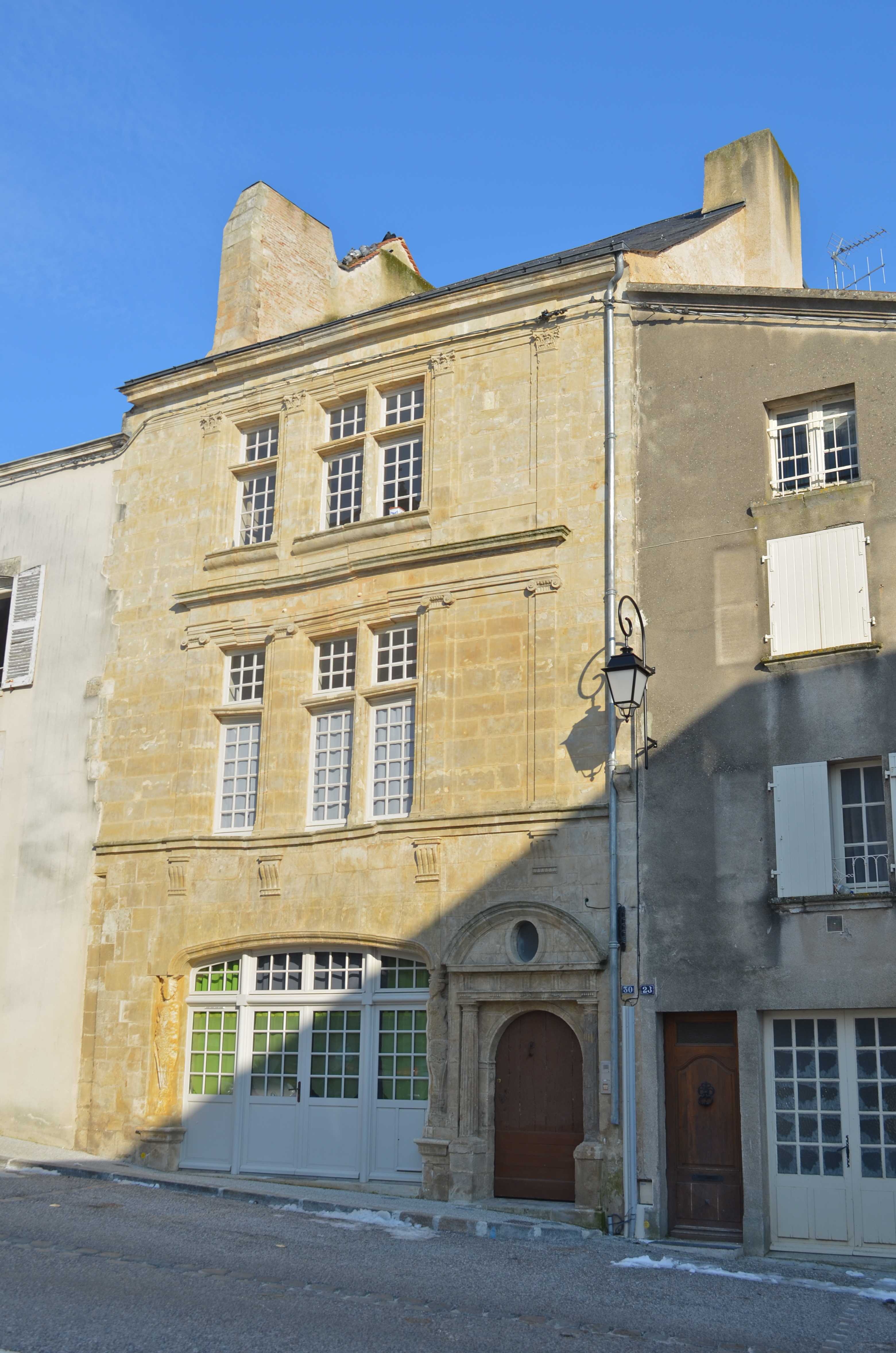
Maison de François Viète in Fontenay-le-Comte

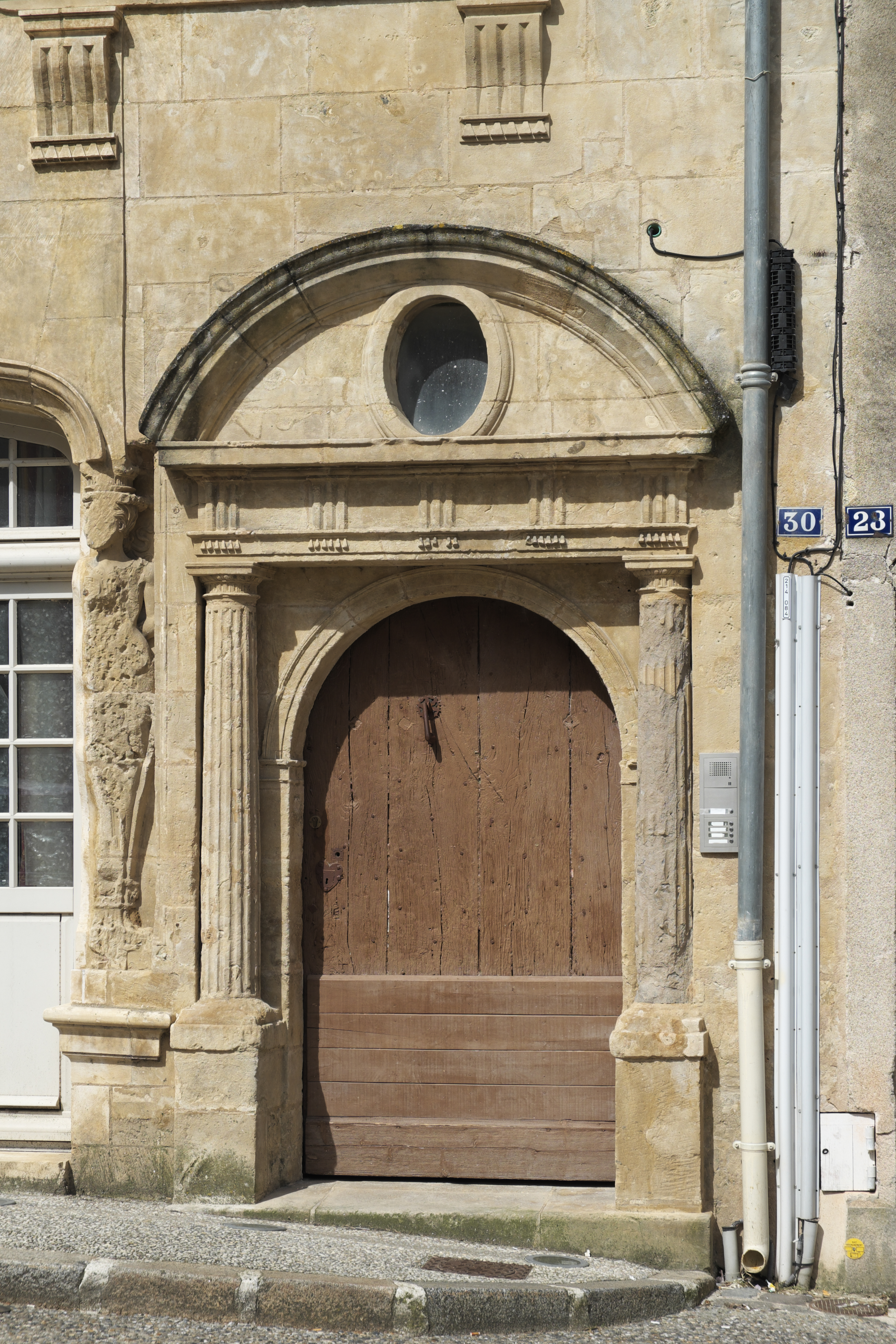
Portal

Das Maison de François Viète (deutsch Haus von François Viète), auch als Hôtel de la Pérate bezeichnet, in Fontenay-le-Comte, einer Stadt im Département Vendée in der Region Pays de la Loire, wurde im dritten Viertel des 16. Jahrhunderts errichtet. Das Wohnhaus in der Rue Gaston-Guillemet Nr. 30 ist seit 1944 als Monument historique geschützt.
Das Haus, das nördlich der katholischen Pfarrkirche Notre-Dame-de-l’Assomption steht, wurde nach dem Advokaten und Mathematiker François Viète benannt, der dort geboren wurde.
Das dreigeschossige Gebäude im Stil der Renaissance besitzt ein reich geschmücktes Portal, das von zwei Säulen flankiert wird.